# Rosas del sur

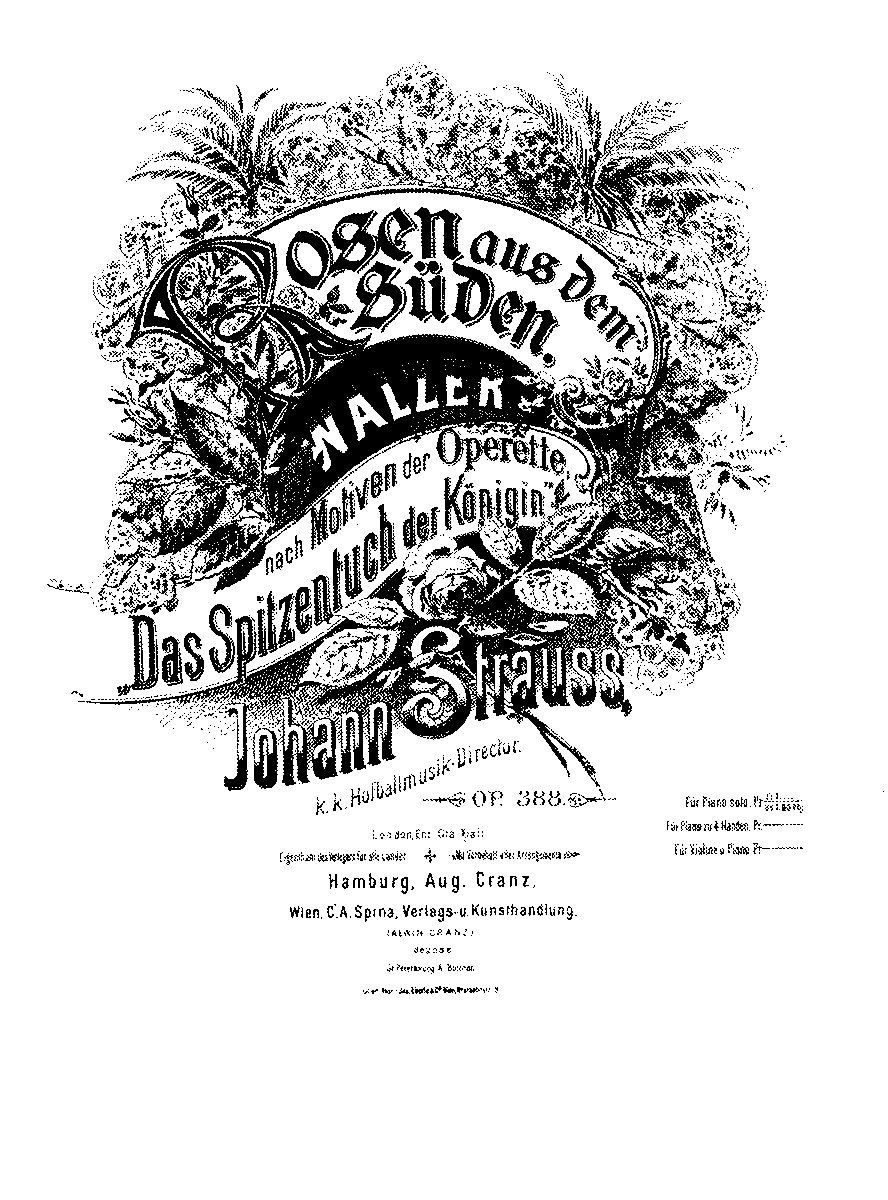
piano score.

Rosas del sur (en alemán: Rosen aus dem Süden), Op. 388, es un vals miscelánea compuesto por Johann Strauss (hijo) en 1880, con temas extraídos de la opereta Das Spitzentuch der Königin (El pañuelo de encaje de la reina), inspirada en una novela de Heinrich Bohrmann-Riegen.
El vals fue interpretado por primera vez en los conciertos dominicales regulares de la orquesta Strauss, dirigida por Eduard Strauss el 7 de noviembre de 1880 en el Musikverein de Viena. Los temas extraídos de la opereta son, del acto 1 «Trüffel-Couplet» y del acto 2 «Wo die wilde Rose erblüht» (Donde florece la rosa silvestre). La romanza del acto 2 seguramente inspiró el título del vals.
La obra se considera entre los valses más importantes, y es todavía interpretado regularmente por la Orquesta Filarmónica de Viena en sus conciertos de año nuevo. 
El ambiente general de la pieza es bastante tranquilo, pero los momentos finales son de alegría absoluta y brillante, con las melodías más felices de  Strauss. 
Los fanáticos de Star Trek reconocerán «Rosas del sur» como el vals que Nyota Uhura interpreta en El escudero de Gothos. La canción también se utiliza en el videojuego Dancing with the Stars para PlayStation 2.